# Unique Identification Number
Unique Identification Number (o UIN in acronimo) è un numero di identificazione unico fornito solitamente agli utenti di un determinato servizio. Tale numero di identificazione assolve la funzione di identificativo da utilizzare per ottenere l'accesso ad un servizio. 
Il termine fu coniato dalla Mirabilis come acronimo di Universal Internet Number o Unified Identification Number per indicare univocamente gli utenti ICQ registrati.
L'uso di un numero identificativo (o in alcuni casi dell'indirizzo email) in un software di instant messaging consente agli utenti la scelta di un nickname già esistente poiché la chiave di identificazione dei singoli utenti è in realtà l'UIN. In ICQ infatti l'UIN è l'unico dato che resta permanentemente invariato dalla registrazione dell'utente fino all'eventuale cancellazione. Tuttavia possono essere effettuate ricerche a partire da qualsiasi altro dato.
Il login avviene attraverso una normale procedura di autenticazione con l'inserimento di una password (fornita a parte dal fornitore del servizio) affiancata all'inserimento dell'UIN.